# Salomon Assus
Salomon Assus, né le 31 août 1850 à Alger (Algérie française) et mort le 20 février 1919 dans sa ville natale, est un artiste peintre et caricaturiste français.

## Biographie
Né le 31 août 1850 au domicile de ses parents, no 15 rue Navarin à Alger, Salomon Assus est le fils de Rebecca Assus, née Cavaliero, et de Prosper Assus, commis négociant.
Élève de l'école de dessin dirigée par M. Bransoulier, il y a pour premier maître le peintre paysagiste Joseph Sintès. À dix-huit ans, il se rend à Paris pour y poursuivre sa formation à l’École des beaux-arts auprès de Léon Bonnat et de Charles-Olivier Merson. Il rencontre à cette époque le caricaturiste Gill, dont il admire les charges.
De retour à Alger, il y épouse Nedjemah Karsanty le 8 juillet 1873. Sintès et un autre peintre, David de Noter, cosignent l'acte de mariage en tant que témoins. Salomon et Nedjemah Assus auront sept enfants, parmi lesquels deux fils, Maurice Assus (1880-1955) et Armand Assus (1892-1977), se lanceront à leur tour dans une carrière artistique.
Au cours des années 1880 et 1890, Salomon Assus dessine des caricatures pour plusieurs journaux et revues, tels que Le Charivari oranais, L'Algérie comique et pittoresque, La Revue algérienne, La Guêpe, Le Tirailleur algérien et Le Turco.
La violente crise antisémite des années 1897-1902 est une période difficile pour Assus, qui peine à trouver du travail.
Le 21 avril 1905, à l'occasion du voyage en Algérie du ministre Bienvenu-Martin, Assus est nommé officier d'académie.
Il meurt le 20 février 1919, à son domicile du no 3 de la rue Suffren, dans le quartier de Bab-el-Oued, des suites d'une congestion pulmonaire provoquée par la grippe espagnole.

Quelques œuvres de Salomon Assus
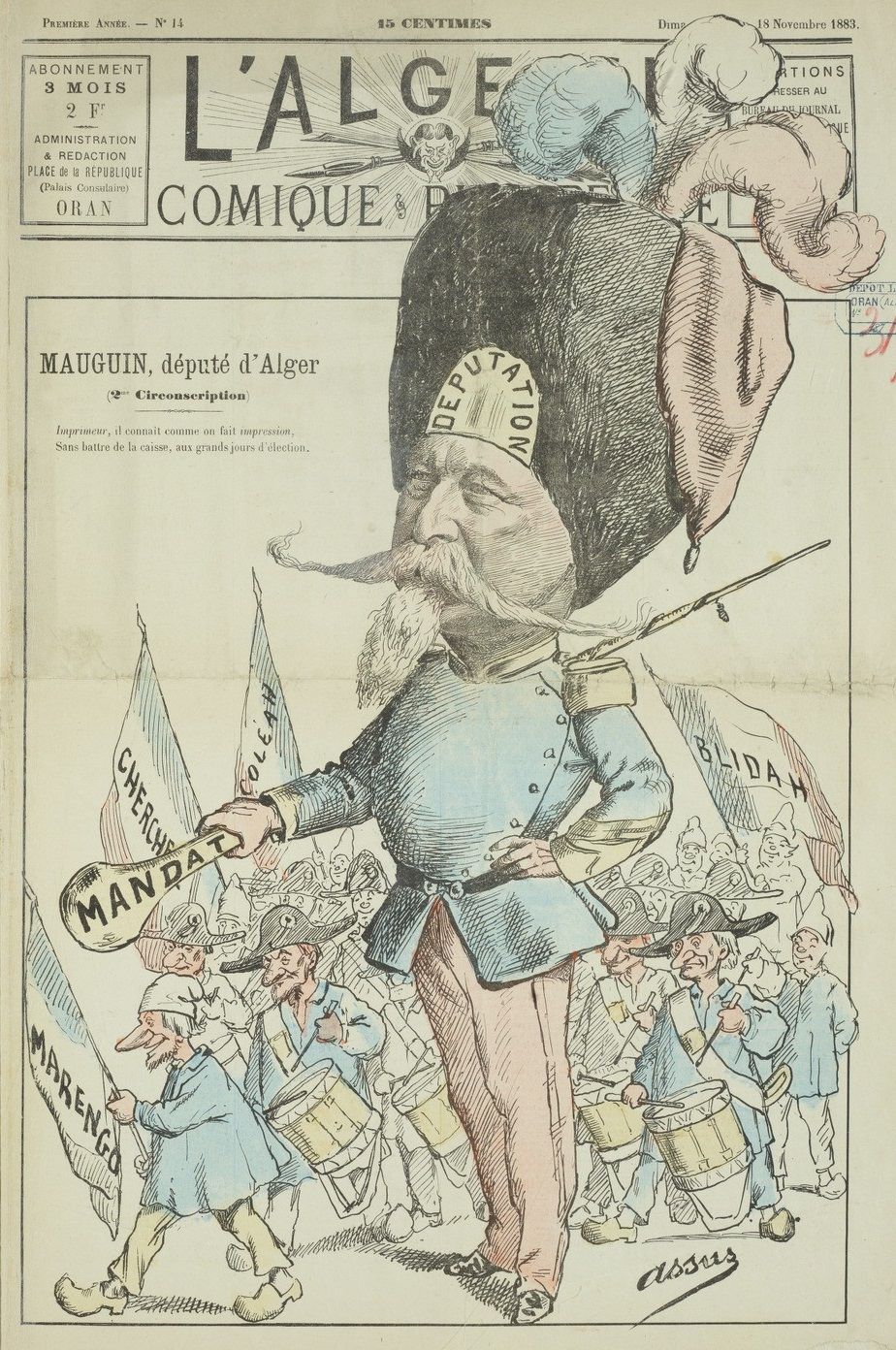
Caricature d'Alexandre Mauguin (L'Algérie comique et pittoresque, 18 novembre 1883).
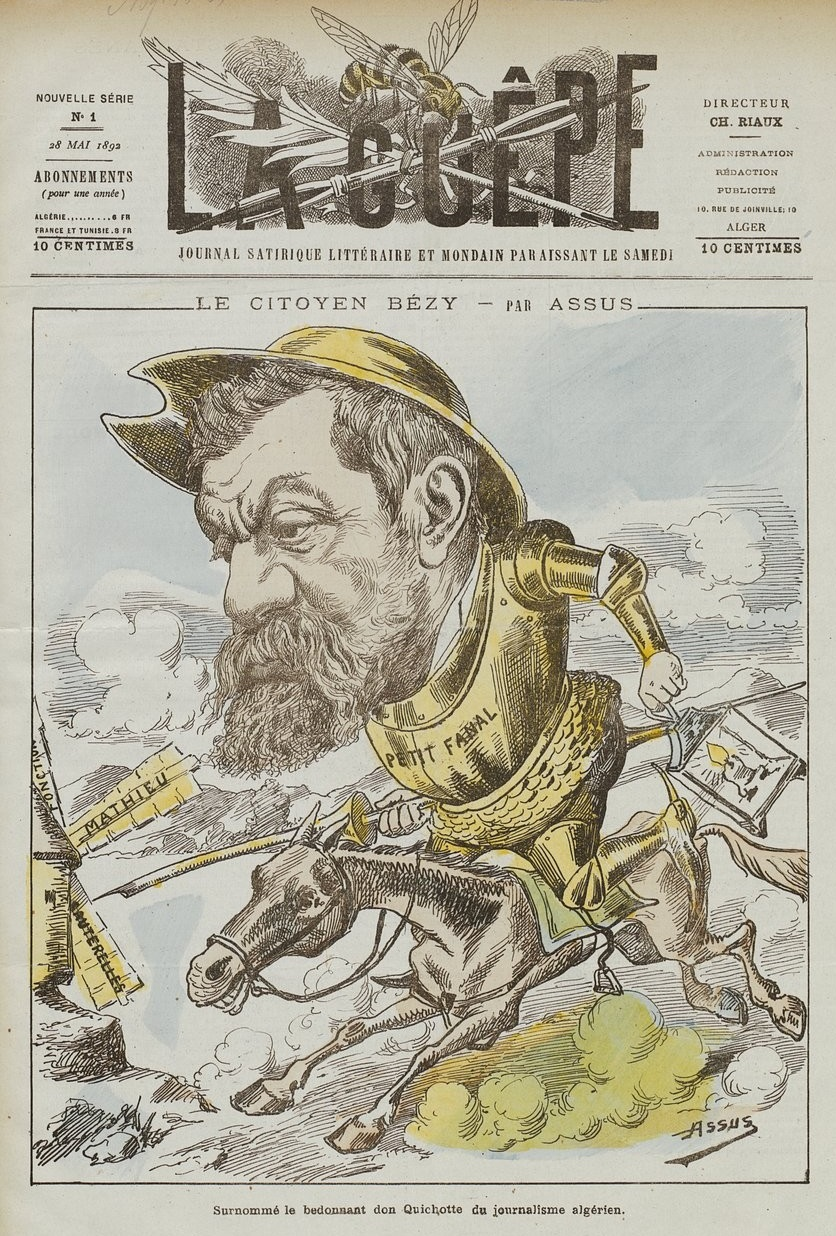
Caricature de Jean Bézy (La Guêpe, 28 mai 1892).
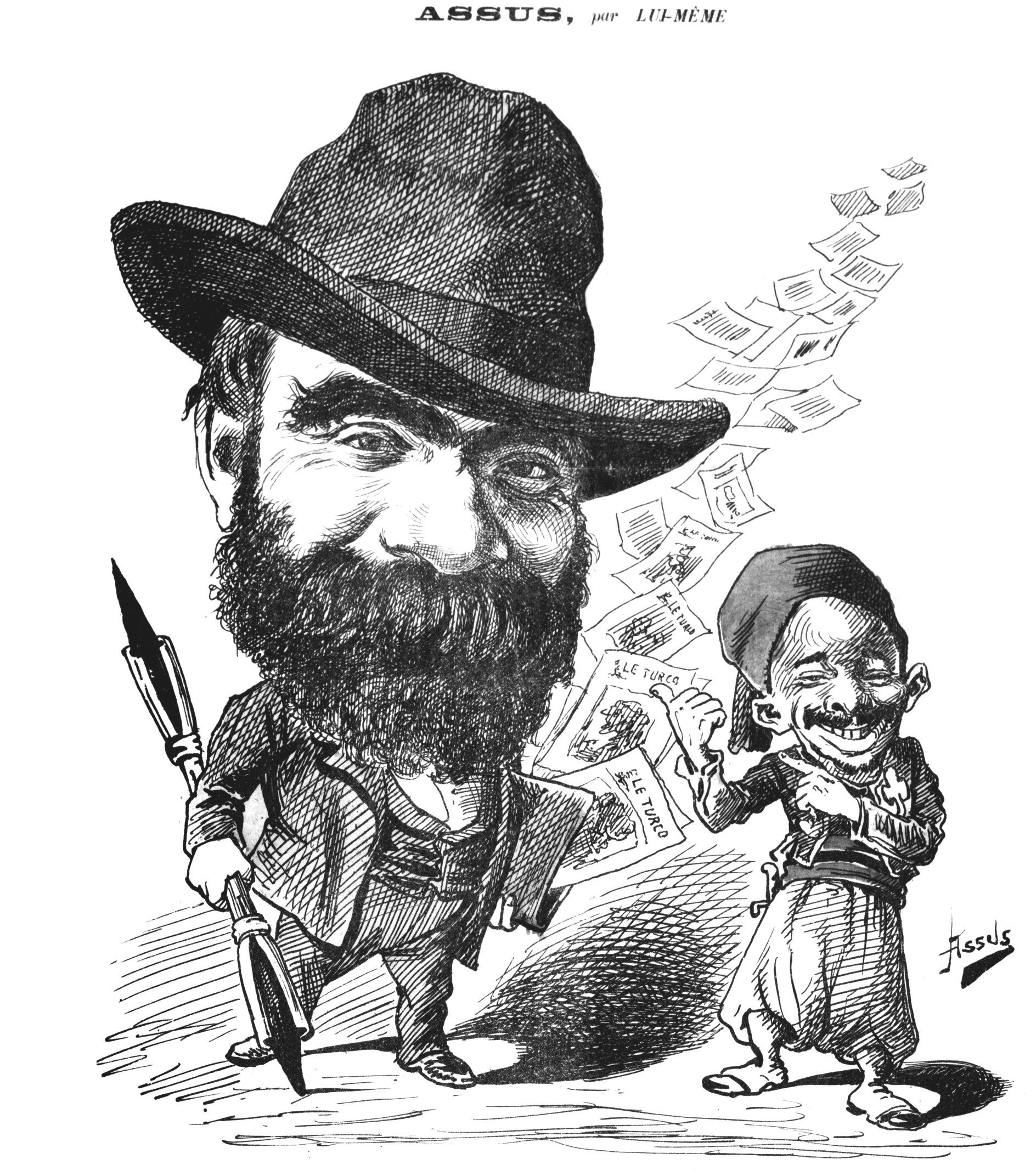
Autoportrait caricatural (Le Turco, 11 juillet 1895).
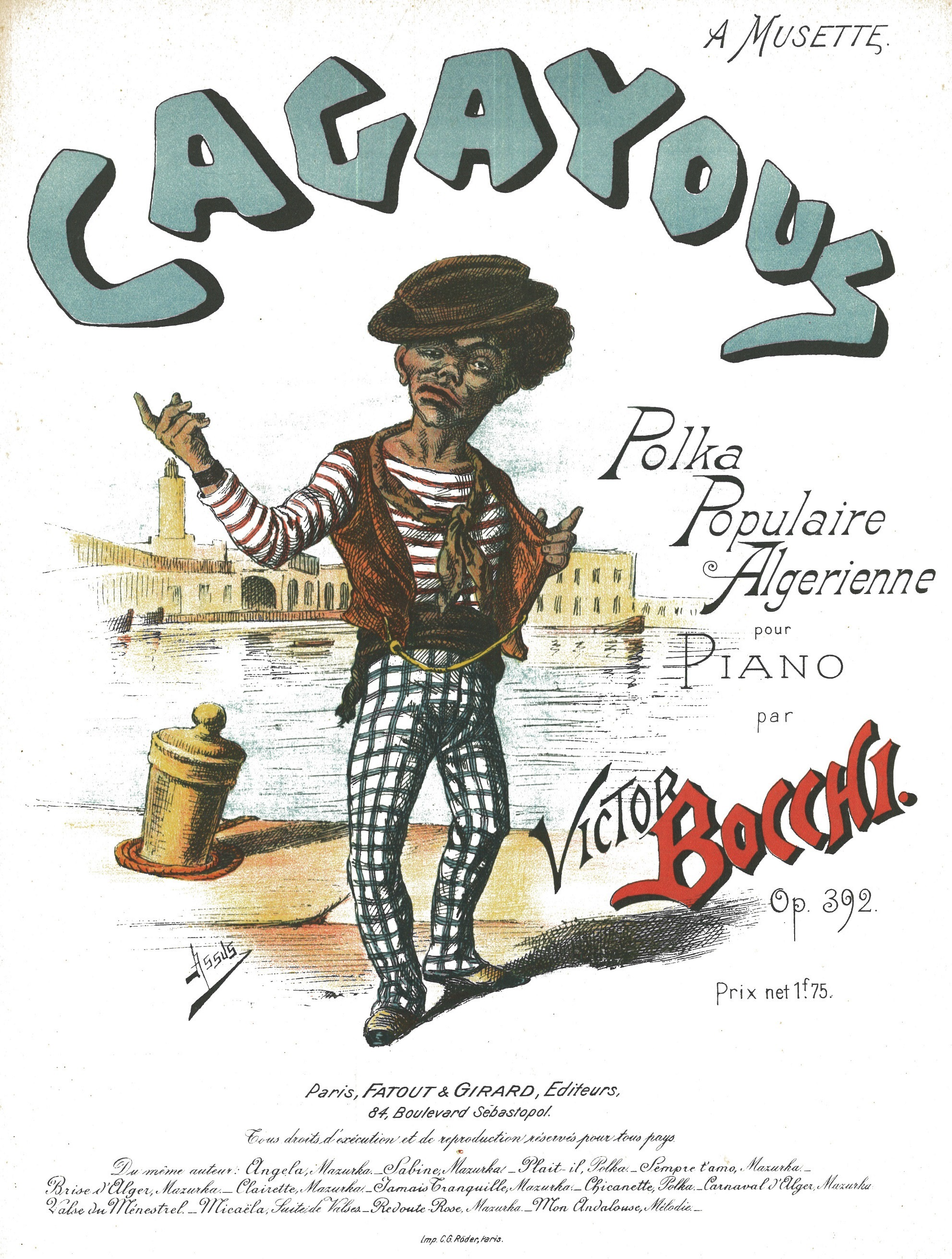
Illustration pour la couverture de Cagayous, pochades algériennes par Musette (1895)[8], reprise pour une partition de Victor Bocchi (vers 1897).
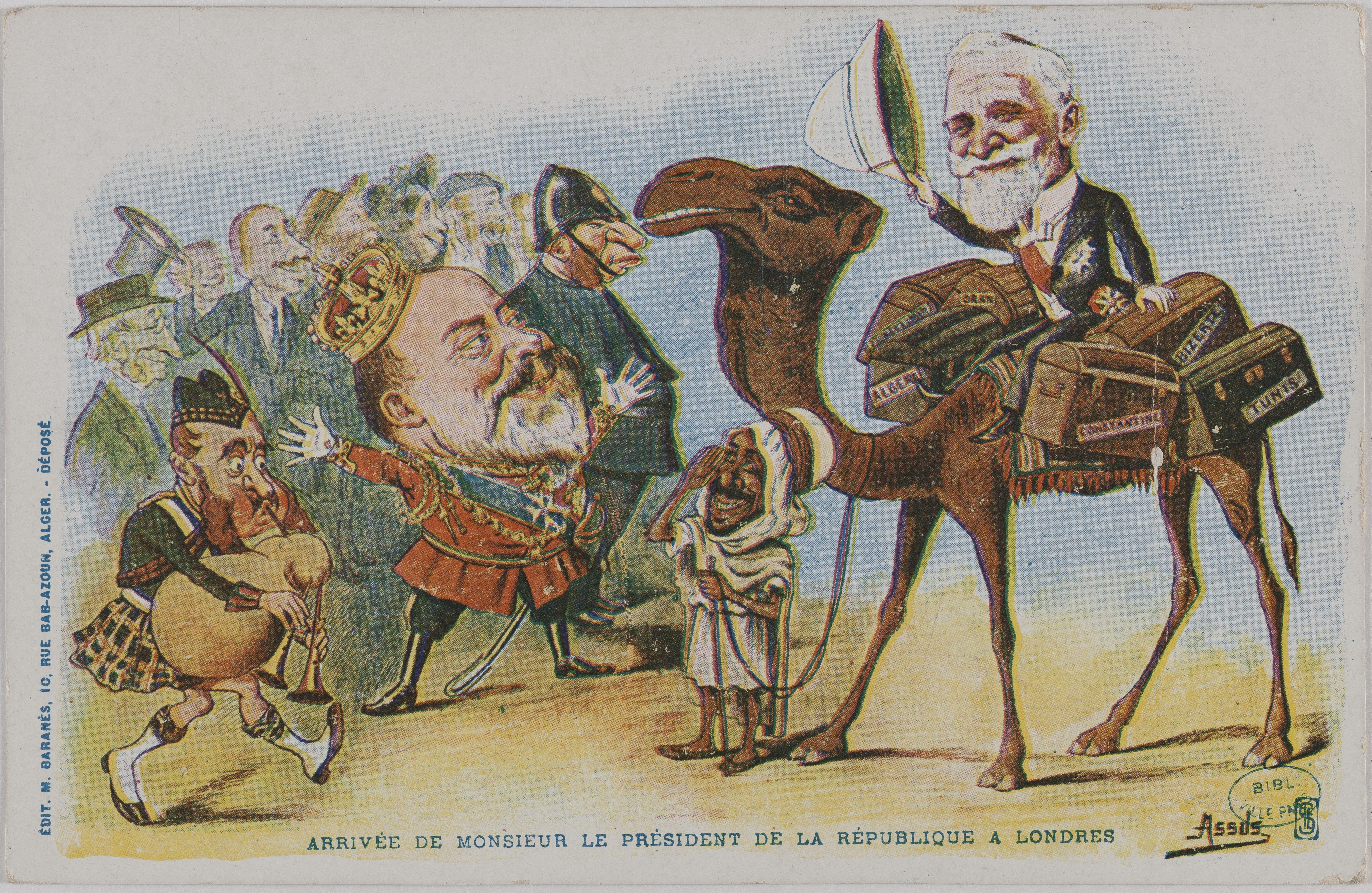
Arrivée de M. le Président de la République à Londres (carte postale, 1903).